# Delta (насекомые)
Delta (лат.) — род одиночных ос из семейства Vespidae.

## Распространение
Тропики Старого Света (Африка, Азия). Палеарктика. Интродуцированы в Америку. Для СССР указывалось 2 вида. В Европе 1 вид.

## Описание
Крупные одиночные осы (до 30 мм). Имеют тонкий длинный стебелёк брюшка (петиоль), как у ос родов Eumenes и Zeta. Передний край наличника слегка выемчатый или отчётливо вырезанный. 1-й тергит брюшка редко пунктированный, его задняя половина менее резко расширенная. Парастигма переднего крыла равна или длиннее птеростигмы. Строят крупные свободные ячейки из грязи. Провизия — личинки жуков. Первый тергит втрое длиннее своей ширины. Голени средней пары ног с одной шпорой.

## Классификация
Около 40 видов.
- Delta arcuata (Fabricius, 1775)
- Delta bicinctus (Saussure, 1852)
- Delta campaniforme (Fabricius, 1775)
- Delta conoideum (Gmelin, 1790)
- Delta dimidiatipenne (Saussure, 1852)
- Delta emarginatum (Linnaeus, 1758) typus
- Delta esuriens (Fabricius, 1787)
- Delta incola (Giordani Soika, 1935)
- Delta latreillei (Saussure, 1852)
- Delta nigritarsis (Meade-Waldo, 1910)
- Delta philantes (Saussure, 1852)
- Delta pyriforme (Fabricius, 1775)
- Delta transmarinum (van der Vecht, 1959)
- Delta unguiculatum (Villers, 1789)
- Delta xanthurum (Saussure, 1852)